# Acanthodelta locra
Acanthodelta locra là một loài bướm đêm trong họ Noctuidae.